# Перепёлкин, Кирилл Евгеньевич
Кирилл Евгеньевич Перепёлкин (21 декабря 1929, Ленинград — 14 февраля 2011, Санкт-Петербург) — российский химик, заслуженный деятель науки и техники РСФСР. Сын Евгения Яковлевича Перепёлкина.

## Биография

### Детство
Родился 21 декабря 1929 года в семье советского астронома Евгения Яковлевича Перепелкина, которого в мае 1937 года арестовали по так называемому «пулковскому делу», а в 1938 году расстреляли. Это наложило огромный отпечаток на всю жизнь Кирилла Евгеньевича.

### Образование
В 1948 году окончил школу рабочей молодёжи.
Мечтал поступить в Ленинградский государственныйуниверситет на физико-математический факультет, однако как сыну «врага народа» путь в лучшее учебное заведение был закрыт.
В 1948 г. К. Е. Перепелкин поступил в Ленинградский текстильный институт на химико-технологический факультет. На втором курсе был выбран председателем студенческого научного общества института. Начатые им ещё на третьем курсе института расчеты предельных свойств волокон привели к созданию теории экстремальных свойств ориентированных полимеров на основе элементов и соединений 2-го и 3-го периодов Периодической системы элементов Д. И. Менделеева. В 1953 году с отличием окончил.
Все последующие годы он был благодарен родному ВУЗу, преподавателям за то, что дали возможность учиться, заниматься наукой, к которой он проявлял интерес все годы обучения.

### Трудовая и научная деятельность
Свою трудовую биографию он начал в 1947 году в лаборатории академика А. Н. Теренина в Государственном оптическом институте имени С. И. Вавилова лаборантом-механиком.
После окончания в 1953 году в течение почти 30 лет работал в Ленинградском филиале НПО «Химволокно», пройдя путь от научного сотрудника до начальника лаборатории, заведующего отделом материаловедения волокон и волокнистых материалов. В 1957 году он успешно защитил кандидатскую диссертацию на тему «Изучение влияния воздуха, содержащегося в вискозе, на технологический процесс её подготовки и прядения».
С 1960 года занимал должность Главного химика Минхимпрома СССР по проблеме волокон из поливинилового спирта. Совместно с заведующим кафедрой технологии химических волокон профессором Александром Ивановичем Меосом внес огромный вклад в разработку и освоение промышленной технологии ПВС-волокна на базе ЛенВНИИва (Ленинградский филиал Всесоюзного научно-исследовательского института искусственного волокна). Кирилл Евгеньевич неоднократно говорил, что Александр Иванович Меос — его учитель.
После успешной защиты в 1966 году докторской диссертации на тему «Изучение механизма процессов получения и основных свойств волокон из поливинилового спирта» ему в 1967 году присваивается учёное звание профессора. В 1982 году профессору Перепёлкину К. Е. Министерством химической промышленности СССР присвоено звание «Почётный химик».
В 1983 году он вернулся в Ленинградский текстильный институт имени С. М. Кирова, где до 2000 года возглавлял кафедру материаловедения, затем был профессором этой кафедры. За период работы на кафедре им подготовлено через аспирантуру и докторантуру 26 кандидатов и 3 доктора наук. К. Е. Перепёлкин разработал и читал новые курсы, базирующиеся на современных представлениях фундаментальных наук: «Основы физики волокон и волокнистых материалов» (включен по его инициативе в программу текстильных вузов страны), «Нетрадиционные методы формования химических волокон», «Армирующие волокнистые материалы», «Эксплуатационные свойства композитов», «Эксплуатационная надежность и безопасность волокон и волокнистых материалов» и др.

### Сфера научных интересов
Научная работа профессора К. Е. Перепёлкина связана с исследованиями строения и прогнозирования свойств волокон и волокнистых материалов в процессах их переработки и эксплуатации.
Большое внимание К. Е. Перепелкин уделял созданию новых волокон и волокнистых материалов, их изучению и внедрению результатов исследований в промышленность.
Под его руководством и при его участии созданы и исследованы многие виды новых волокон, текстильных материалов и изделий со специфическими свойствами — сверхвысокомодульные и сверхпрочные, термостойкие, трудногорючие, хемостойкие, электропроводные, растворимые и др. Он руководитель разработок отечественных фторполимерных и поливинилспиртовых волокон.

## Награды и премии
За заслуги в научной деятельности в 1991 году ему было присвоено почётное звание «Заслуженный деятель науки и техники РСФСР».
С 1992 года — действительный член Инженерной Академии РФ, академик Санкт-Петербургской инженерной академии, действительный член Международной инженерной академии.
С 1994 года он стал членом научно-технического совета Тюрингенского института исследований текстиля и пластмасс, член Всемирного текстильного института.
В 2000 году Российской инженерной академией К. Е. Перепёлкину было присвоено почётное звание «Заслуженный инженер России».
Награждён орденом «Знак Почёта».

## Публикации
Им опубликовано около 1000 научных работ, более 70 изобретений, 4 зарубежных патента, он автор и соавтор 20 монографий, 35 научных обзоров. Особенно активно он стал заниматься написанием научных статей, прежде всего аналитического характера после того, как ушел с должности заведующего кафедрой и стал профессором кафедры. Только в период с 2000—2004 гг. им было опубликовано более 200 научных работ в отечественных и зарубежных журналах.
- Карбоцепные синтетические волокна. — М.: Химия, 1973.
- Растворимые волокна и плёнки. — Л.: Химия, Ленинградское отделение, 1977.
- Физико-химические основы процессов формования химических волокон. — М.: Химия, 1978.
- Структура и свойства волокон. — М.: Химия, 1985
- Дефектность, гетерогенность микроструктуры химических нитей и их влияние на свойства. — М.: НИИТЭхим, 1989.
- Действие лазерного излучения на полимерные материалы. Научные основы и прикладные задачи. В 2 книгах. Книга 2. Полимерные материалы. Практическое применение лазерных методов в изучении и обработке. — Наука, 2006.
- Армирующие волокна и волокнистые полимерные композиты. — СПб.: НОТ (Научные основы и технологии), 2009.